# Marianne Frickel
Marianne Frickel (* 25. November 1954 in Hanau) ist eine deutsche Hörakustiker-Meisterin, Unternehmerin und Handwerksfunktionärin. Sie war von 1998 bis 2023 Präsidentin der Bundesinnung der Hörakustiker. Von 2012 bis 2023 war sie Präsidiumsmitglied im Zentralverband des Deutschen Handwerks.

## Leben
Marianne Frickel legte 1973 ihre Gesellenprüfung im Hörakustiker-Handwerk ab und wurde im selben Jahr Bundessiegerin im praktischen Leistungswettbewerb der Handwerksjugend. 1976 legte sie die Meisterprüfung im Hörakustiker-Handwerk ab. Seit 1979 ist sie selbstständige Unternehmerin im Hörakustiker-Handwerk. 1994 legte sie die Prüfung zur Pädakustikerin (Hörakustik für Kinder) ab.

## Ehrenämter
- Seit 1985 Landesdelegierte in der Bundesinnung der Hörakustiker, Mainz.
- Seit 1996 Mitglied im Ausschuss der Sachverständigen des Bundes zur Neuordnung des Ausbildungsberufes Hörakustiker, Berlin.
- Seit 2002 Vize-Präsidentin in der Europäischen Vereinigung der Hörakustiker (AEA), Brüssel.
- Seit 2005 Mitglied im Planungsausschuss Europa des Zentralverbandes des Deutschen Handwerks, Berlin.
- Seit 2010 Mitglied im Fachbeirat Deutsche Akkreditierungsstelle beim Bundeswirtschaftsministerium, Berlin.
- Seit 2012 Sprecherin im Fachbeirat „Elektronisches Gesundheits-Berufe-Register (eGBR) beim Gesundheitsministerium NRW“, Düsseldorf.
- Seit 2016 Mitglied im International Organization for Standardization (ISO), Genf.

## Auszeichnungen
Marianne Frickel wurde 2007 der Verdienstorden am Bande der Bundesrepublik Deutschland verliehen. 2024 erhielt sie den Verdienstorden 1. Klasse der Bundesrepublik Deutschland.
2008 wurde sie mit dem Handwerkszeichen in Gold vom damaligen ZDH-Präsident Otto Kentzler auszegzeichnet.